# مخادع بشكل مبهج
مخادع بشكل مبهج (بالكورية: 이로운 사기)؛ هو مسلسل تلفزيوني كوري جنوبي، من بطولة تشون وو هي، كيم دونغ ووك. عرض على قناة تي ڤي إن في 29 مايو 18 يوليو 2023 ، تم بثه كل يومي الاثنين والثلاثاء الساعة 20:50 (KST).

## القصة
يروي قصة رجل وامرأة لهما مزاج مختلف تمامًا، يلتقيان وينتقمان معًا لتحقيق هدف واحد.

## طاقم

### رئيسي
- تشون وو-هي في دور لي ريوم[7]

محتالة لا تستطيع التعاطف.
- كيم دونغ-ووك في دور هان مو-يونغ[7]

محام لديه مبالغة في التعاطف، ولديه اتجاهات معاكسة تمامًا لـ لي ريوم.

### داعم
- لي ايون في دور جونغ دا-جيونغ[8]
- يون بارك في دور غو يو-هان: ضابط يحمي لي ريوم ويراقبها.[9]
- بارك سو جين في دور مو جاي إن[10]
- تشوي يونغ جون في دور يو جاي هيوك[11]
- هونغ سيونغ بيوم في دور رينغو[12]
- يو هي جي: مهندس عام يدير مركزًا للسيارات[13]
- لي تاي-ران في دور جانغ كيونغ جا[14]
- كيم تاي هون في دور جاي[15]
- جانغ يونغ نام بدور سيو جي سوك[16]

### ظهور خاص
- مون جا يونغ في دور مين كانغ يون[17]

## المشاهدات
| الموسم | الموسم | رقم الحلقة | رقم الحلقة | رقم الحلقة | رقم الحلقة | رقم الحلقة | رقم الحلقة | رقم الحلقة | رقم الحلقة | رقم الحلقة | رقم الحلقة | رقم الحلقة | رقم الحلقة | رقم الحلقة | رقم الحلقة | رقم الحلقة | رقم الحلقة | المتوسط |
| الموسم | الموسم | 1          | 2          | 3          | 4          | 5          | 6          | 7          | 8          | 9          | 10         | 11         | 12         | 13         | 14         | 15         | 16         | المتوسط |
| ------ | ------ | ---------- | ---------- | ---------- | ---------- | ---------- | ---------- | ---------- | ---------- | ---------- | ---------- | ---------- | ---------- | ---------- | ---------- | ---------- | ---------- | ------- |
|        | 1      | 1033       | 715        | 786        | 1007       | 947        | 863        | 728        | 689        | 806        | 796        | 609        | 744        | 553        | 684        | 737        | 987        | 772     |

| الحلقات | تاريخ البث    | تقييمات "نيلسن كوريا" | تقييمات "نيلسن كوريا" |
| الحلقات | تاريخ البث    | على الصعيد الوطني     | سيئول                 |
| ------- | ------------- | --------------------- | --------------------- |
| 1       | 29 مايو 2023  | 4.551%                | 5.028%                |
| 2       | 30 مايو 2023  | 3.464%                | 3.679%                |
| 3       | 5 يونيو 2023  | 3.507%                | 3.977%                |
| 4       | 6 يونيو 2023  | 4.316%                | 5.063%                |
| 5       | 12 يونيو 2023 | 4.458%                | 5.221%                |
| 6       | 13 يونيو 2023 | 4.033%                | 4.514%                |
| 7       | 19 يناير 2023 | 3.518%                | 3.942%                |
| 8       | 20 يونيو 2023 | 3.162%                | 3.162%                |
| 9       | 26 يونيو 2023 | 4.112%                | 4.933%                |
| 10      | 27 يونيو 2023 | 3.667%                | 3.401%                |
| 11      | 3 يوليو 2023  | 3.022%                | 3.248%                |
| 12      | 4 يوليو 2023  | 3.421%                | 3.479%                |
| 13      | 10 يوليو 2023 | 2.979%                | 3.601%                |
| 14      | 11 يوليو 2023 | 3.676%                | 3.890%                |
| 15      | 17 يوليو 2023 | 3.469%                | 4.076%                |
| 16      | 18 يوليو 2023 | 4.514%                | 4.733%                |
| متوسط   | متوسط         | 3.750%                | 4.122%                |

## الإنتاج

### طاقم
في البداية تم تأكيد ظهور الممثل سونغ ديوك-هو في المسلسل، لكنه انسحب بعد قضية فساد تتعلق بخدمته العسكرية. في 21 فبراير 2023 ، أفيد أن الممثل يو هي-جي كان قيد المناقشة لتولي دور سونغ ديوك هوا.

## روابط خارجية
- الموقع الرسمي
 (بالكورية)
- مخادع بشكل مبهج على موقع IMDb (الإنجليزية)
- مخادع بشكل مبهج على موقع فيلمافينيتي (الإسبانية)
- مخادع بشكل مبهج على موقع قاعدة بيانات الفيلم (الإنجليزية)
- مخادع بشكل مبهج على هانسينما